# Coll dels Belitres
Der Coll dels Belitres ist ein 164,6 Meter  hoher Gebirgspass in den östlichen Pyrenäen, der das nördliche Katalonien mit dem französischen Roussillon verbindet. Über ihn verläuft die Staatsgrenze zwischen Spanien und Frankreich.

## Toponymie
Das katalanische Wort coll, Französisch col, bedeutet Pass. Belitre, Französisch bélître, steht im Katalanischen für Bettler oder Gauner. Der Coll dels Belitres – Pass der Bettler – war somit ein Pass, über den die in dieser bergigen Grenzregion häufigen Schmuggler und Diebe entwichen.

## Geographische Lage
Der Coll dels Belitres, Französisch Col des Balistres, liegt in der Serra de l’Albera, zwischen den Gemeindegebieten von Portbou im Alt Empordà der katalanischen Provinz Girona und Cerbère im französischen Roussillon (Département Pyrénées-Orientales). Von Cerbère aus sind es 3,5 Kilometer auf der RN 114 bzw. der jetzigen D 914 bis zur Passhöhe, von Portbou 2,5 Kilometer über die N-260 (Spanien). Die Passhöhe liegt auf einem Höhenrücken, der von der 1000 Meter entfernten Mittelmeerküste (Punta de l'Ocell)  heraufzieht. Sie bildet eine Einsattlung zwischen dem 262 Meter hohen Puig dels Frares knapp 500 Meter weiter westlich und einer 203 Meter hohen Erhebung 250 Meter weiter östlich.
An der Passhöhe führt auch der Fernwanderweg GR 92 vorbei. Der Bergrücken unterhalb der Passhöhe wird von dem 1876 erbauten Eisenbahntunnel (Túnel dels Belitres) der Strecke Perpignan – Girona durchquert. Auf der Passhöhe stehen an der Straße nach wie vor die Zollbauten, so das aus klobigem Naturstein erbaute ehemalige spanische Zollhaus und die jetzt verlassene Grenzstation auf der französischen Seite. Erwähnenswert am Pass sind außerdem die Grenzmarkierung N° 600 (die vorletzte der spanisch-französischen Pyrenäengrenze), ein Wasserspeicher, ein Monolith des Franco-Regimes und eine mit einem Geschützturm versehene Kasematte.

## Geologie
Aufgeschlossen am Coll dels Belitres sind relativ niedrigmetamorphe Schiefergesteine, die der grünschieferfaziellen Chloritzone angehören. Sie sind Teil der paläozoischen Metasedimente des Albères-Massivs und sind älter als 470 Millionen Jahre BP.

## Geschichte

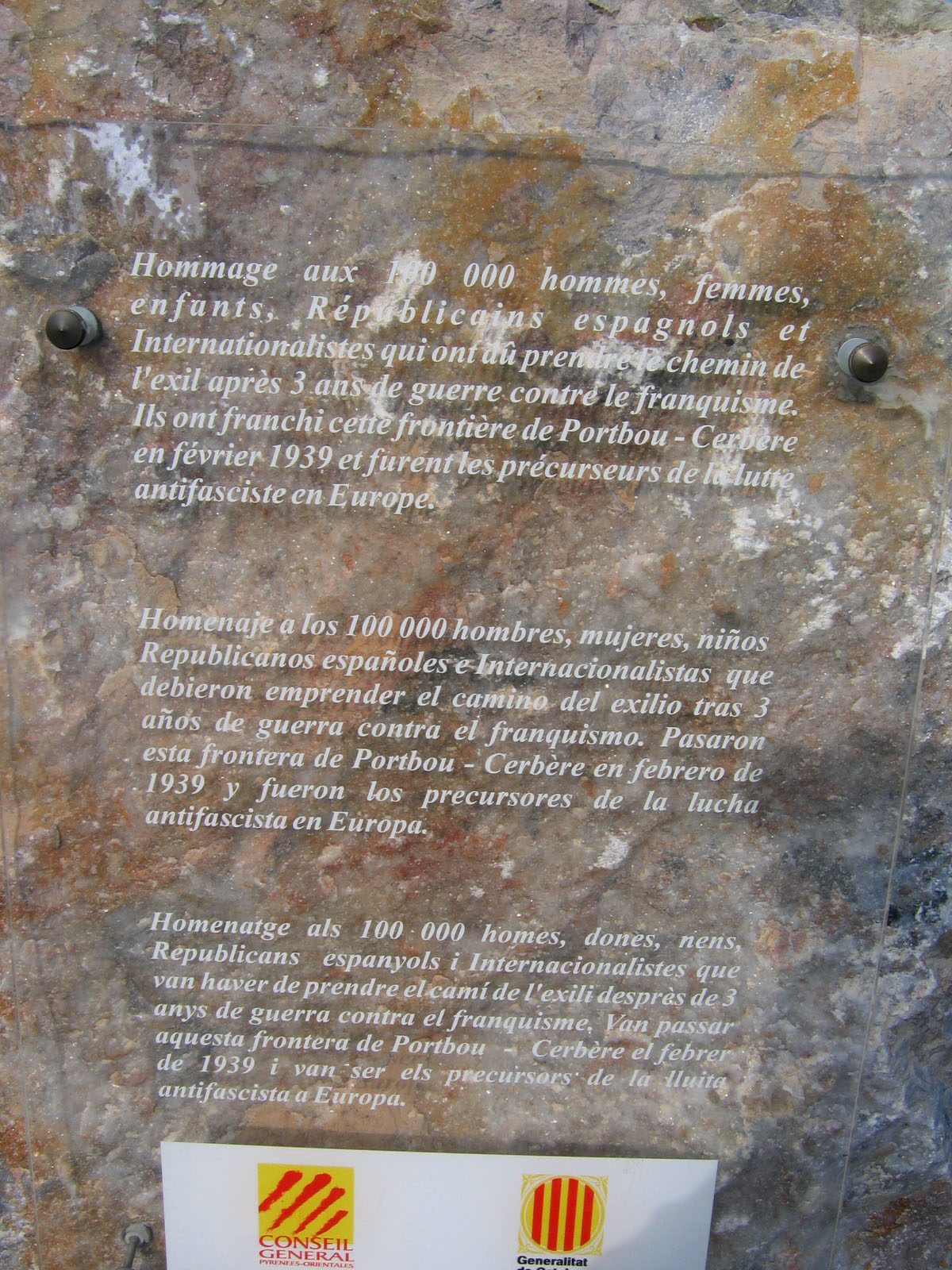
Erinnerungstafel an die Retirada

Nach dem Sieg Francos im Spanischen Bürgerkrieg im Jahr 1939 war der Coll dels Belitres eine der Hauptschlüsselstellen, über die der Exodus der Republikaner (Retirada) nach Frankreich erfolgte. Nahezu 100.000 der insgesamt 470.000 bis 480.000 vom Franco-Regime Verfolgten flohen damals über den Pass nach Frankreich und von dort teilweise weiter nach Lateinamerika.

### Gedenkstätte
An die damalige Retirada erinnert jetzt eine Gedenkstätte. Zu sehen sind Schautafeln mit Fotografien, die der Maler Manuel Moros im Februar 1939 aufgenommen hat.

## Photogalerie

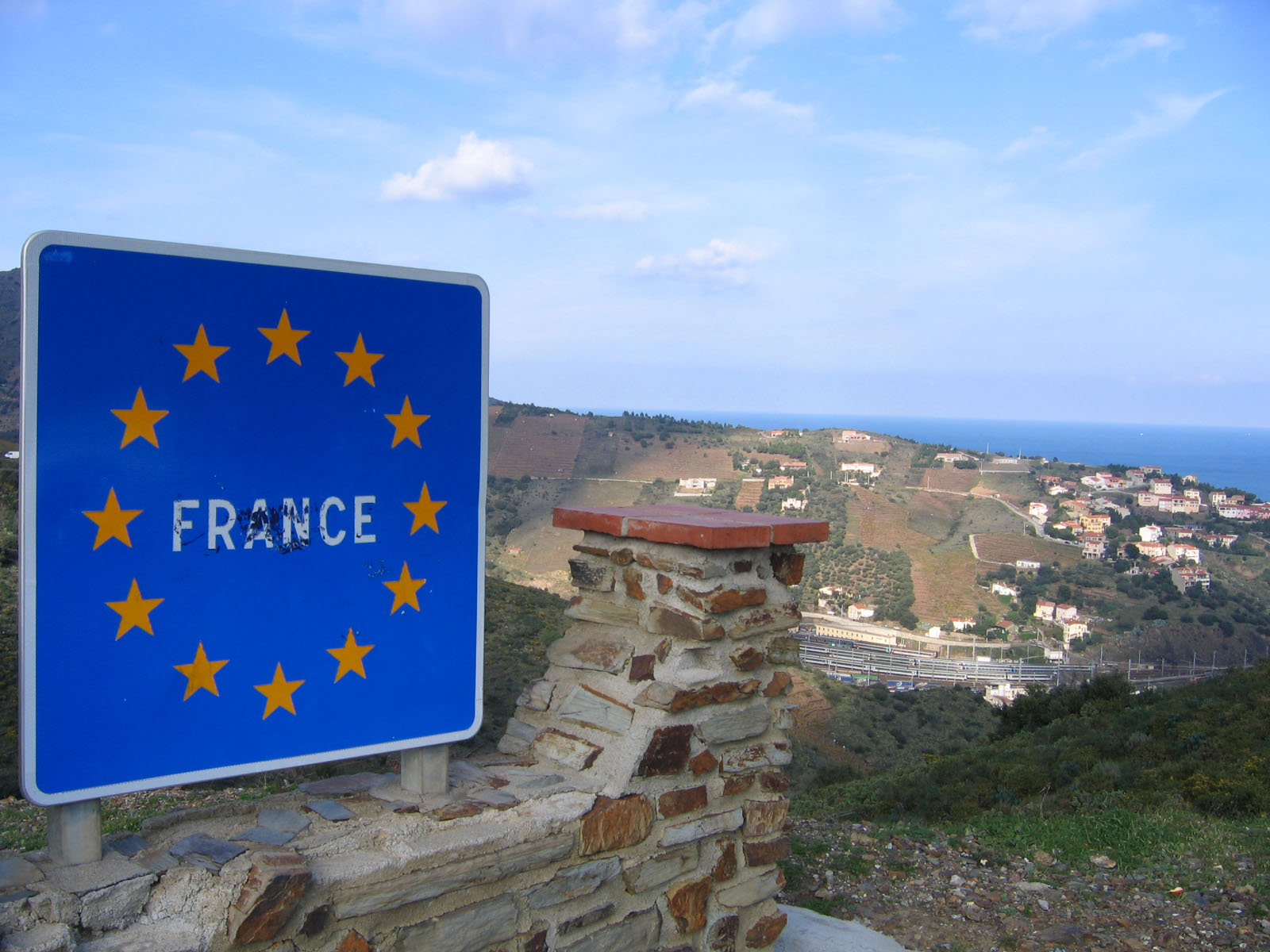
Blick vom Coll gen Nordosten nach Cerbère
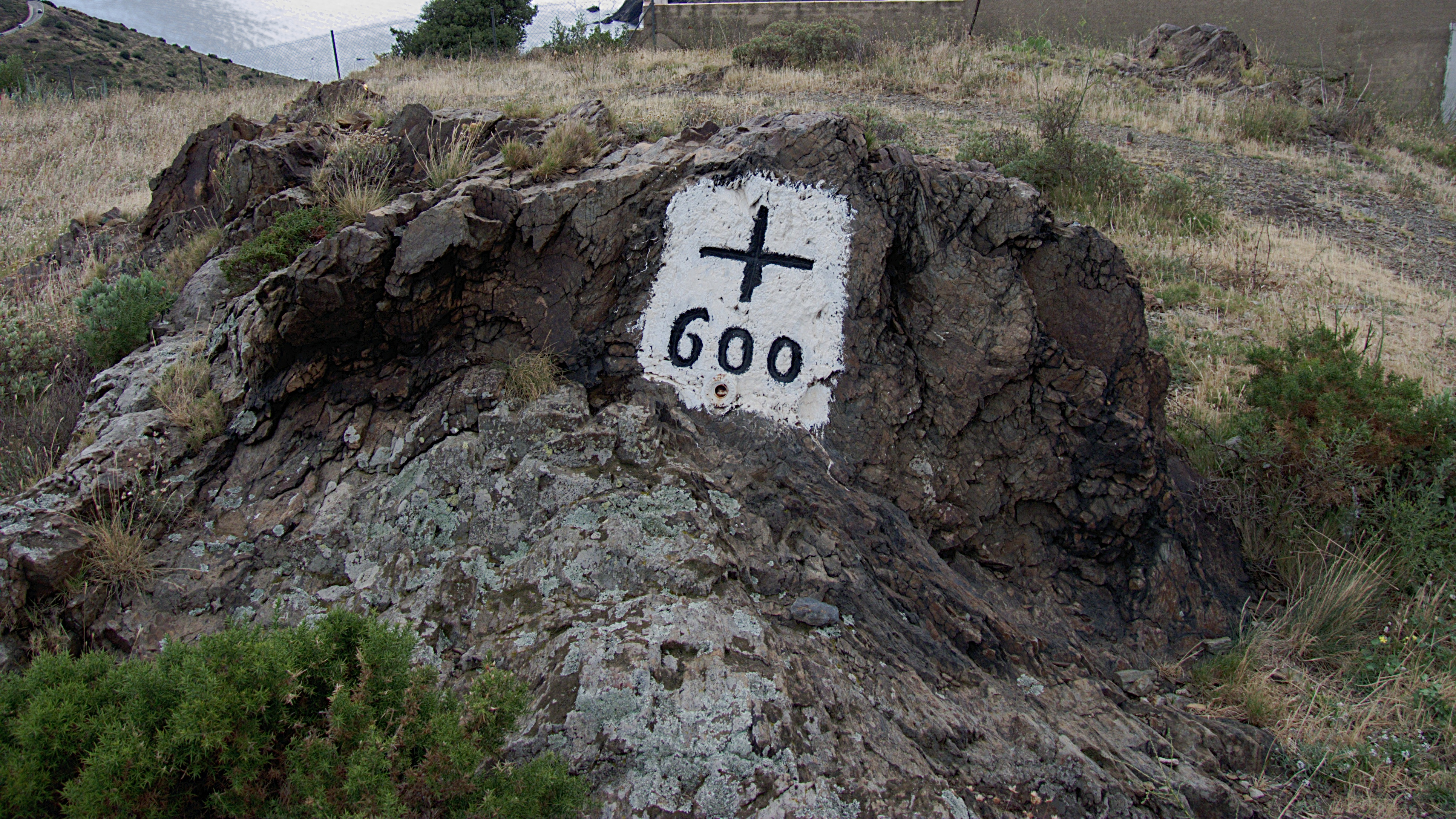
Grenzkreuz N° 600
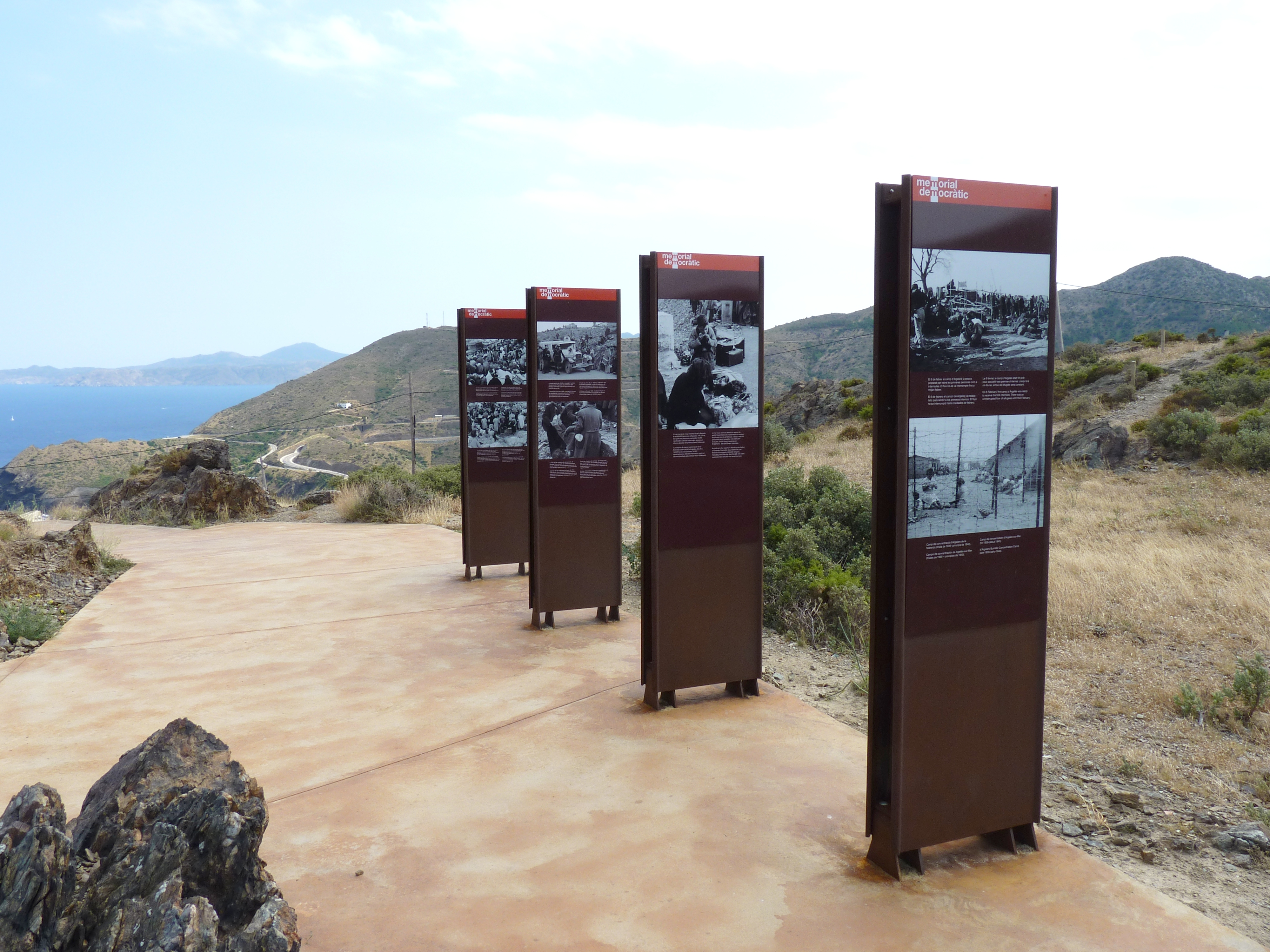
Schautafeln der Gedenkstätte
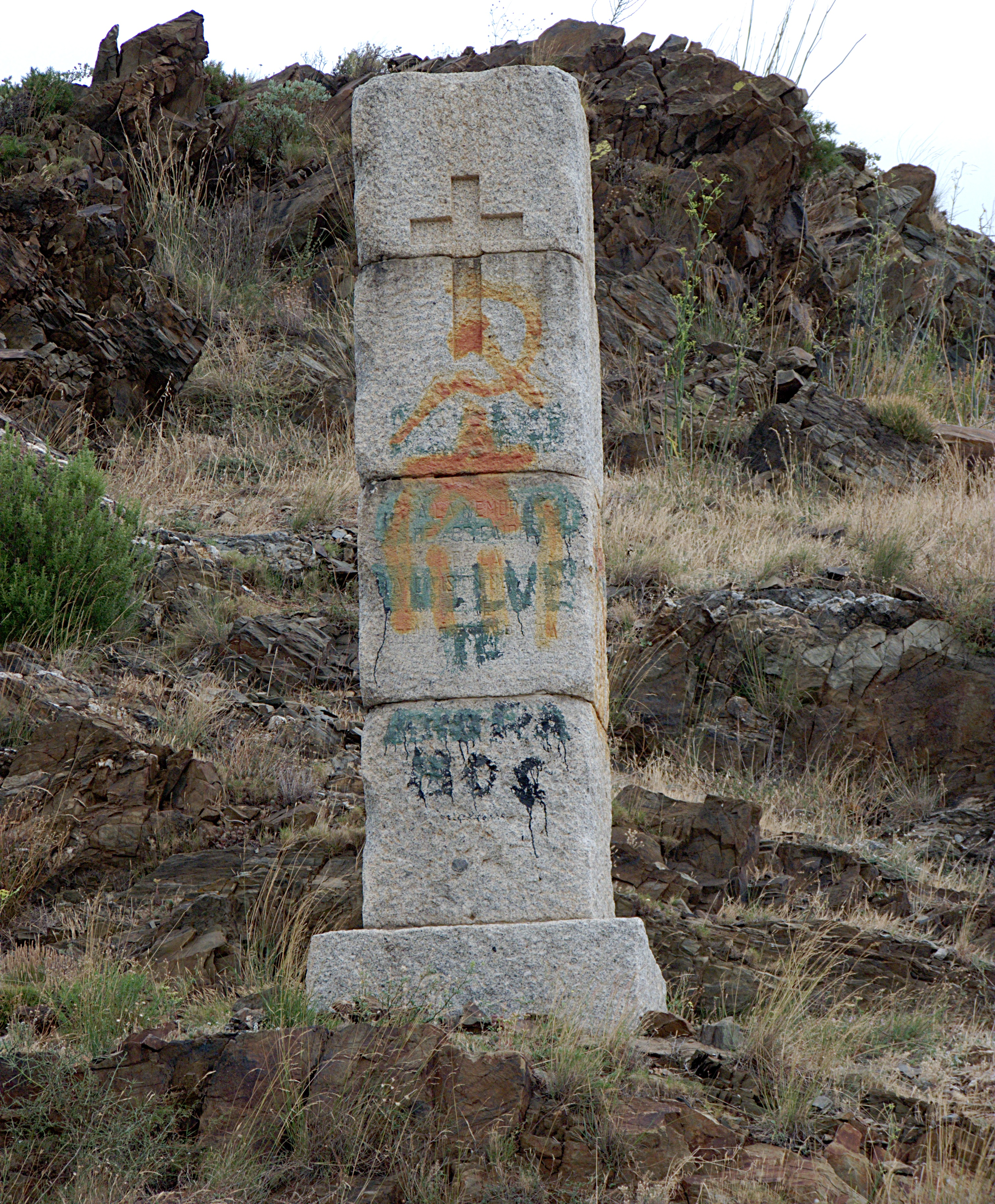
Monolith des Franco-Regimes
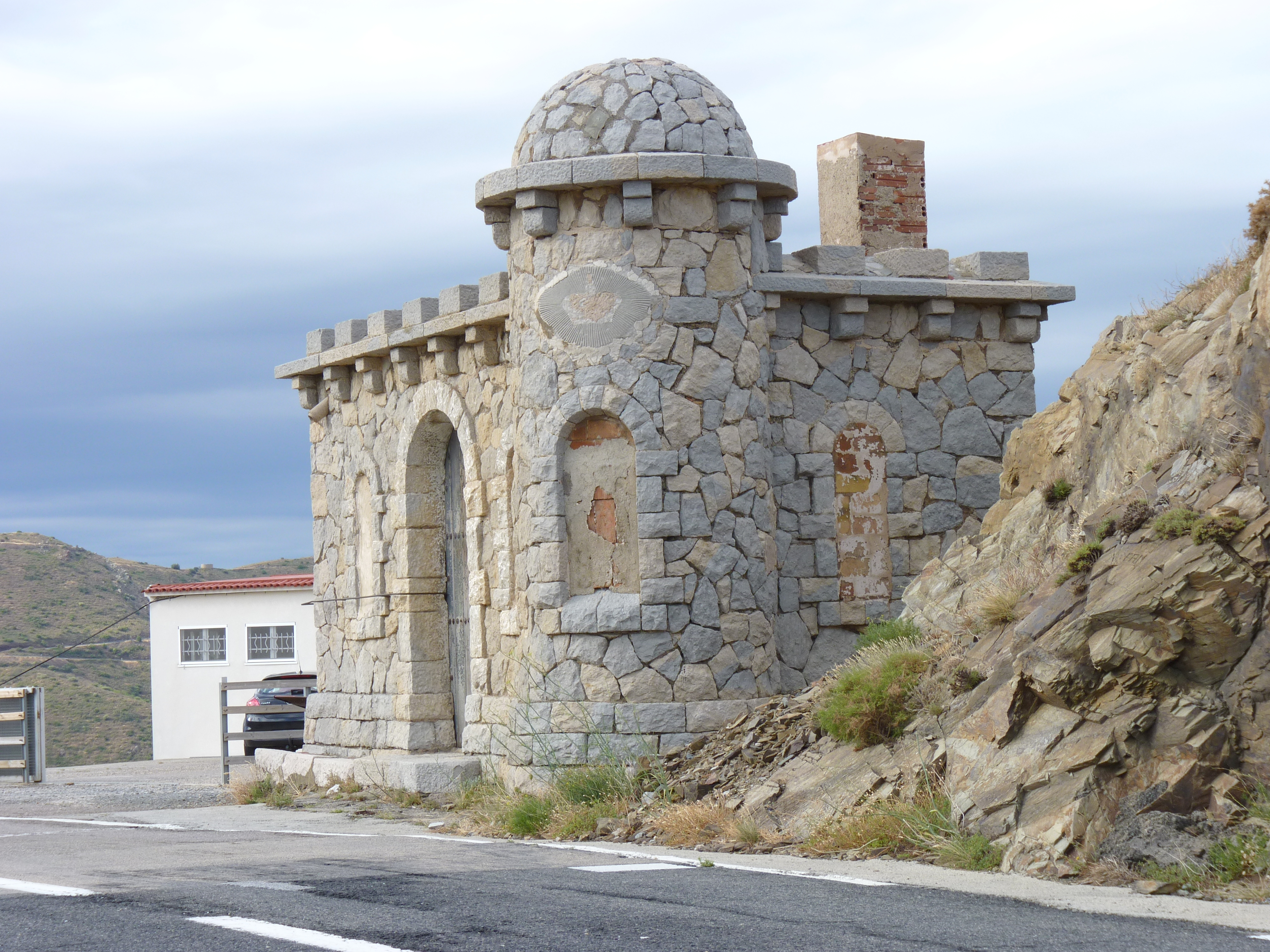
Ehemaliges spanisches Zollgebäude
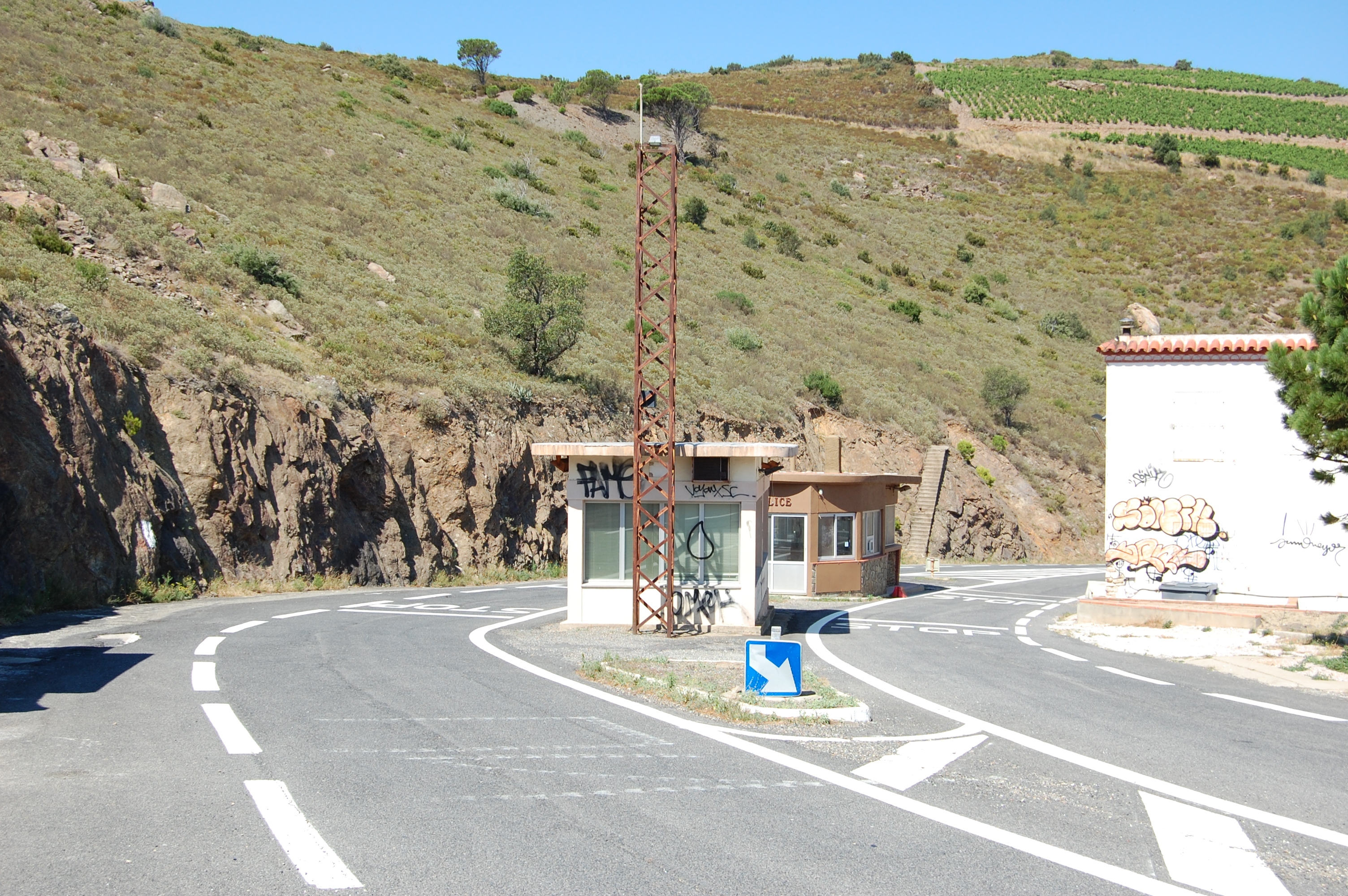
Verlassene Zollhäuser am Coll
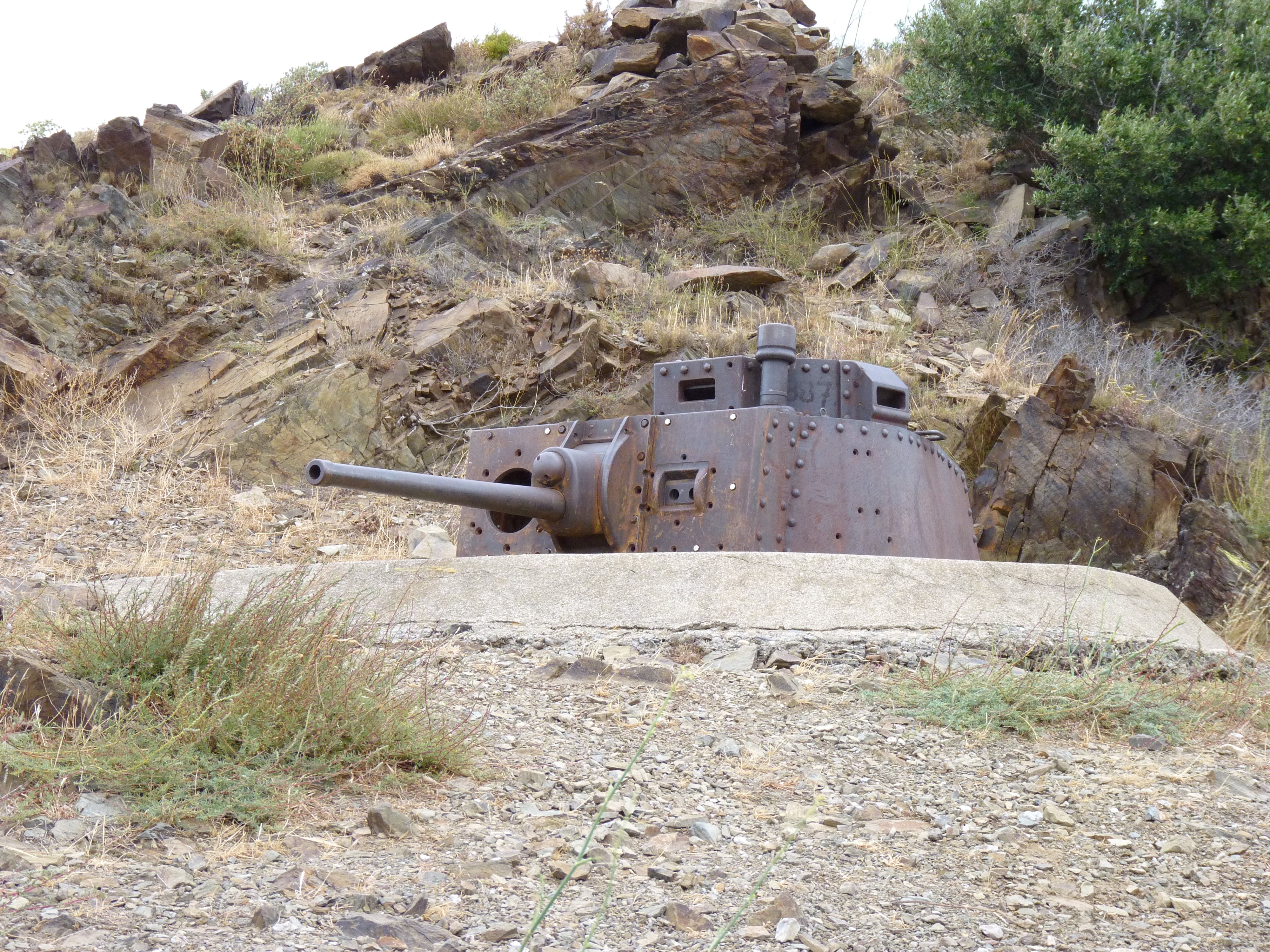
Kasematte am Coll
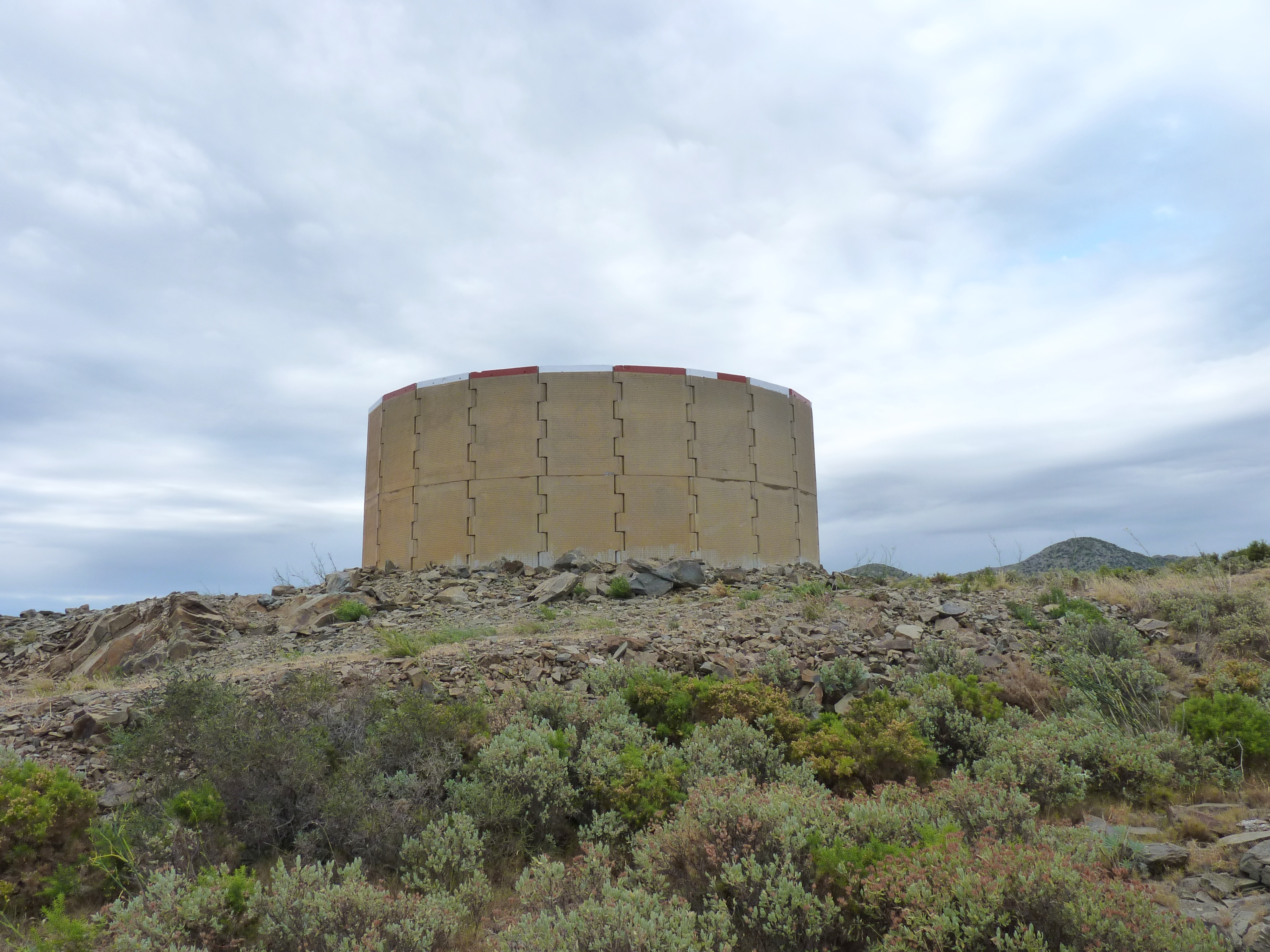
Reservoir am Coll
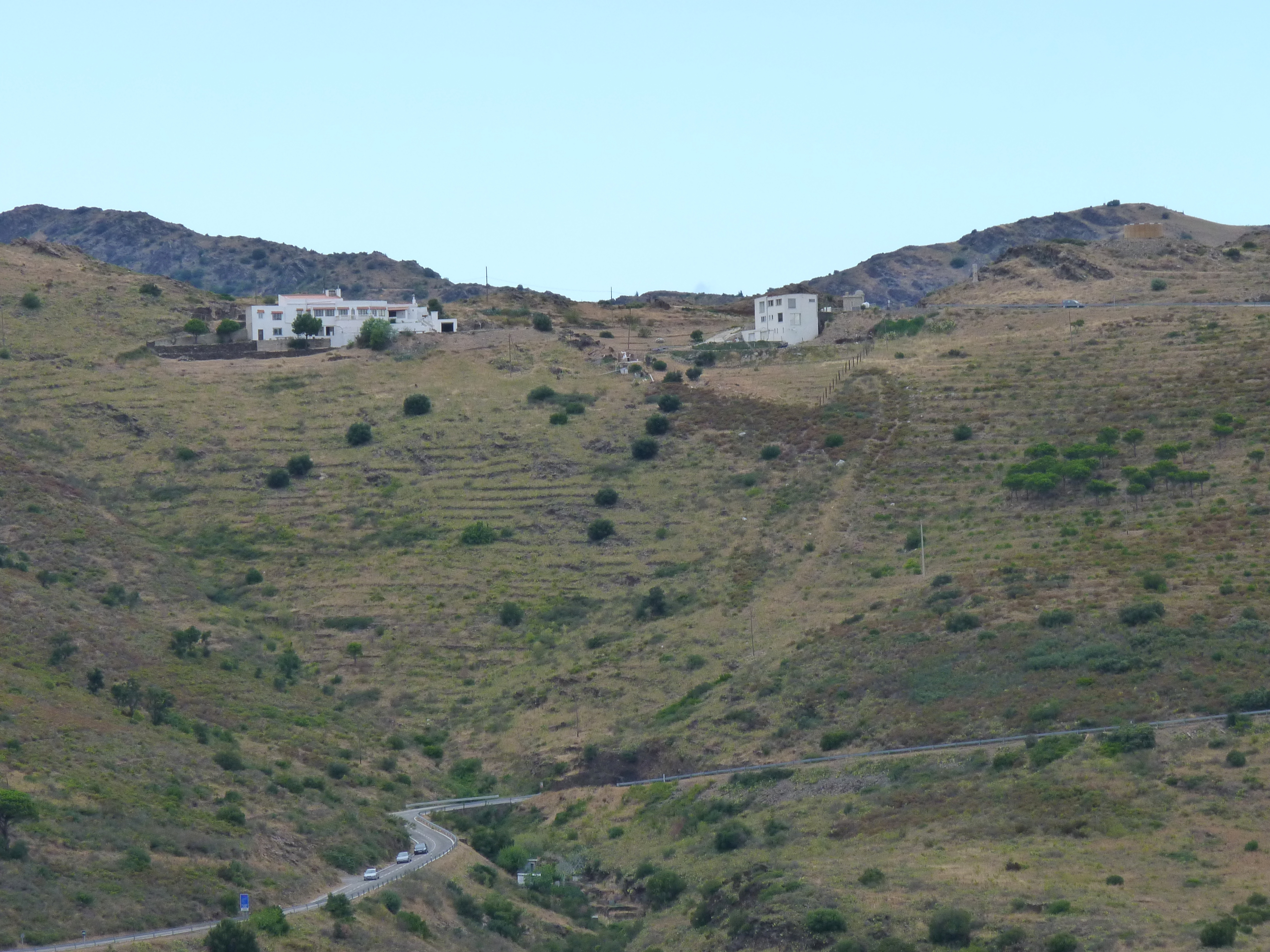
Auffahrt zum Coll von der spanischen Seite
Alter Grenzposten
Spanisches Grenzschild